# Chiesa dei Santi Crisanto e Daria (Poviglio)
La chiesa dei Santi Crisanto e Daria è la parrocchiale di Casalpò, frazione del comune di Poviglio, in provincia di Reggio Emilia e diocesi di Reggio Emilia-Guastalla, e sorge, isolata, in via Chiesa di Casalpò.

## Storia
La prima citazione di una chiesa a Casalpò risale al 1560. Questo edificio era dedicato non solo ai santi Crisante e Daria, ma anche a sant'Ilario. Sembra che la chiesa fosse stata edificata proprio in quel secolo. La volta della navata venne realizzata tra il 1679 e il 1680. Dalla relazione della visita pastorale del 1713 s'apprende che la chiesa disponeva del fonte battesimale, degli altari di Sant'Antonio di Padova, San Domenico, Madonna della Cintura e di San Giuseppe, dei confessionali, di un campanile con due campane e della sacrestia.
Nel 1853 questa chiesa venne ceduta dalla diocesi di Parma a quella di Reggio Emilia e nel 1881 il complesso fu intonacato. L'alluvione del Po del 1951 provocò seri danni all'edificio, che venne, pertanto, ristrutturato. Tra il 1960 ed il 1964 fu rifatto la pavimentazione e, tra il 1996 ed il 2002, la chiesa necessitò un ulteriore restauro.